# Raw as Fuck
Raw as Fuck — третий студийный альбом британской группы Freestylers, выпущенный в июле 2004 года.

## Об альбоме
Raw as Fuck в основном включает быструю танцевальную музыку, с синглами «Get a Life», «Push Up» и «Boom Blast». «Push Up» был успешен в Австралии (достигнув второго места в чартах), но сам альбом в Австралии и Великобритании провалился.

## Список композиций
1. «Music Is Music»
2. «Boom Blast»
3. «Raw as Fuck»
4. «Get a Life»
5. «The Slammer»
6. «Push Up»
7. «Punks»
8. «Dogs and Sledges»
9. «Warrior Charge»
10. «Losing You»
11. «No Replica»
12. «Right On»
13. «Too Far»